# 霍斯特·多鲁斯
霍斯特·保罗·多鲁斯（德語：Horst Paul Dohlus，1925年5月30日—2007年4月28日）是一名德意志民主共和国政治人物，德国统一社会党政治局委员、中央组织部长。

## 生平
1925年，生于普劳恩县安娜贝格矿区。1939年，当理发员。1946年，入党，在维斯穆特苏德合股公司当工人。1950年，为中央候补委员、维斯穆特市区党委第一书记。1951年，任维斯穆特市区党委第二书记。1954年，在莫斯科苏共中央高级党校学习。1955年，为斯普雷姆贝格黑色钻机联合企业党组成员。1958年，任科特布斯专区党委第二书记。
1960年，任中央组织部长。1963年，为中央委员。1971年，为中央书记处成员。1973年，为中央书记处书记。1980年，为中央政治局委员。1989年，辞职。2007年，去世。